# Giuseppe Versaldi
Giuseppe Versaldi, né le 30 juillet 1943 à  Villarboit, province de Verceil dans le Piémont, est un cardinal italien, préfet de la Congrégation pour l'éducation catholique de mars 2015 à juin 2022.

## Biographie
Giuseppe Versaldi est ordonné prêtre pour le diocèse de Vercelli le 29 juin 1967. 

### Évêque
Le 4 avril 2007, il est nommé évêque d'Alexandrie dans le Piémont. Il reçoit la consécration épiscopale le 26 mai suivant des mains de Enrico Masseroni (it), archevêque de Verceil.
Benoît XVI l'appelle à Rome le 21 septembre 2011 comme président de la Préfecture pour les affaires économiques du Saint-Siège, l'élevant à cette occasion à la dignité d'archevêque. Il y succède au cardinal Velasio de Paolis atteint par la limite d'âge.

### Cardinal
Il est créé cardinal par Benoît XVI le 18 février 2012 avec le titre de cardinal-diacre du Sacro Cuore di Gesù a Castro Pretorio.
Le 21 janvier 2015 il est nommé par François membre de la nouvelle commission spéciale chargée du traitement des recours au sein de la Congrégation pour la doctrine de la foi.
Le 31 mars 2015 il succède au cardinal Zenon Grocholewski comme préfet de la Congrégation pour l'éducation catholique, dont le secrétaire est Angelo Vincenzo Zani.
Il atteint la limite d'âge le 30 juillet 2023, ce qui l'empêche de participer aux votes du prochain conclave.